# Чемізла
Чемізла́ (рос. Чемизла) — селище у складі Абдулинського міського округу Оренбурзької області, Росія.
Стара назва — Чимізла.

## Населення
Населення — 55 осіб (2010; 75 у 2002).
Національний склад (станом на 2002 рік):
- росіяни — 44 %